# Région de l'Ouest (Cameroun)
Pour les articles homonymes, voir Province de l'Ouest et Région de l'Ouest.
La région de l'Ouest est l'une des dix régions du Cameroun. Elle est le berceau des ethnies Bamiléké et Bamoun. Son chef-lieu est Bafoussam. D'autres villes de grande importance de la région de l'Ouest sont : Mbouda, Bangangté, Dschang, Foumban. Bafoussam abrite l'évêché catholique. Les chutes du Mouankeu village de l'homme politique Jean Mbouédeu Bandjoun (qui abrite l'IUT Fotso Victor), Dschang (qui abrite une des 10 universités étatiques du Cameroun), Bangangté (qui est le siège de l'université privée des Montagnes), Foumban (qui abrite un palais historique), Bafang, Baham, Tonga qui procède les sol les plus fertiles et principal zone agricole Bamena. Elle est la plus petite région en superficie mais la plus importante du pays en densité. Elle est constituée d'une population à majorité jeune et très dynamique.

## Géographie
Le relief est montagneux avec de nombreux plateaux et plaines. L’Ouest est une région agréable avec ses collines, ses montagnes qui offrent des sites naturels qui valent le détour (chutes de la Mifi, d'Ekom, massif du Manengouba, lacs Nfou, Baleng, etc.).
On y trouve une multitude de chefferies dont les plus célèbres sont celles de Bandjoun, Badoumla, Bamendjou, Dschang, Banka, Bafoussam et Bamougoum et le royaume Bamoun.

### Situation
La région qui couvre une superficie de 13 892 km2 soit 2,98 % du territoire national, est située au centre-ouest du pays, elle est limitrophe de cinq régions camerounaises.
|           | Nord-Ouest | Adamaoua |
| Sud-Ouest | Ouest      | Centre   |
|           | Littoral   | Centre   |

### Climat
De climat équatorial de type camerounéen, elle compte deux grandes saisons : une saison sèche qui va d'octobre-novembre à mars-avril, une saison des pluies qui commence en mars-avril jusqu’en octobre-novembre.
Les températures oscillent entre 11 et 30 °C en moyenne avec une forte variation journalière : la température moyenne est de 22 °C.

### Écologie
La région s'étend sur trois écosystèmes biogéographiques, la savane tropicale boisée, la prairie et terres arbustives de montagne pour l'espace d'altitude et  la forêt dense tropicale humide sur ses marges méridionales.

## Histoire
Au cours de la période 1930-1958, près de 15 % de la population quitte la région, souvent pour échapper au travail forcé.
Au début des années 1950 l'Union des populations du Cameroun s'implante facilement dans la région pour mener le combat pour l'indépendance. Son discours trouve écho auprès des paysans, dont beaucoup sont expulsés afin de laisser place à des plantations dirigées par des colons. Des actes de désobéissance civile sont encouragés, comme le refus collectif de s'acquitter des droits de place sur les marchés et autres grèves de l’impôt, suscitant les représailles de la gendarmerie.
Après les émeutes pro-indépendantistes de mai 1955 qui secouent plusieurs villes du Cameroun, des chefs traditionnels et le parti pro-français RPC incendient les sièges locaux de l'Union des populations du Cameroun (UPC) et des domiciles de militants indépendantistes dans la région. Des massacres visant les upécistes pourraient avoir fait des dizaines de morts.
En 1957, des militants upécistes commencent à s'organiser en maquis et à livrer une lutte armée à l'administration coloniale française. Les maquis sont cependant des plus rudimentaires ; composés d'une quinzaine de personnes, ils se résument à quelques cabanes en bois à l'abri d'une forêt. D'autre part, les rebelles sont loin de disposer de l'appui de l'ensemble de la population ; la plupart des chefs traditionnels, qui pour beaucoup reçoivent d'importants « cadeaux » de l'administration, se rangent du côté de cette dernière, entrainant avec eux nombre de leurs sujets.
Par la loi 60-70 du 30 novembre 1960, l'ex-région Bamiléké, devenue région de Dschang est démembrée en 5 départements : la Mifi, la Ménoua, le Ndé, le Haut-Nkam et Mbouda. Ce dernier est renommé Département des Bamboutos, le 3 février 1961 par le décret no 61/8 du Président Ahmadou Ahidjo.

## Subdivisions

### Départements

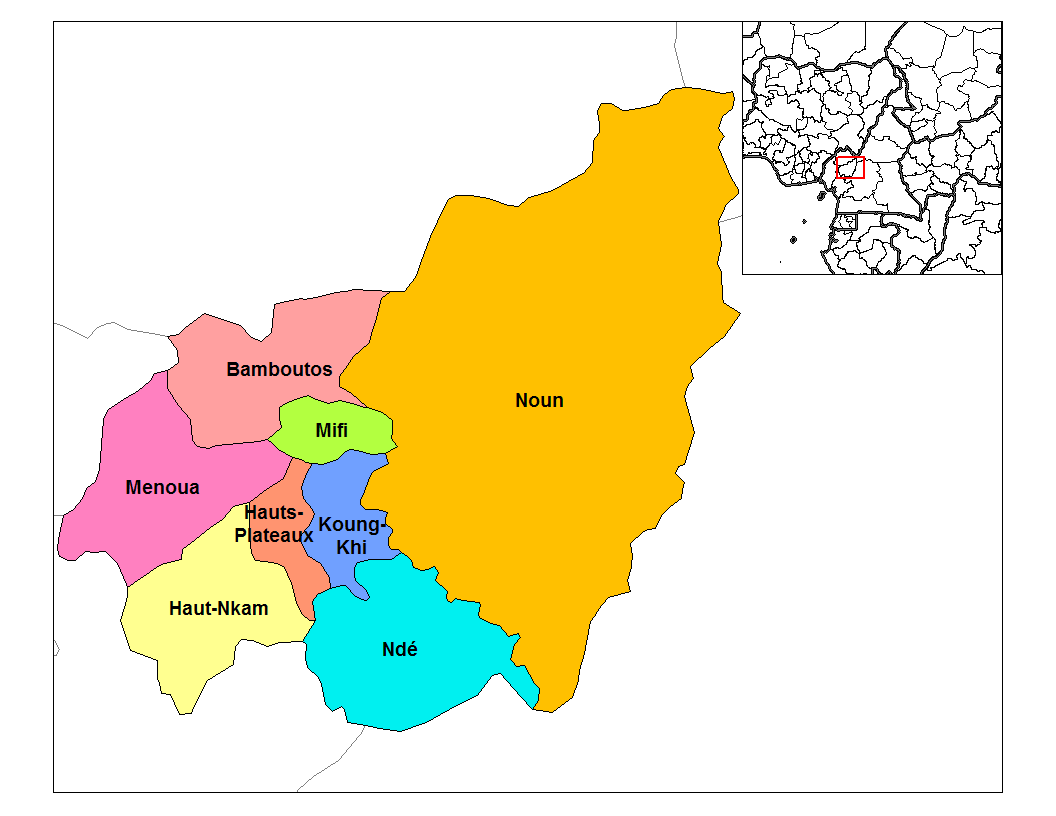
Les départements de la région de l’Ouest.

La région qui se compose de 8 départements couvre une superficie de 13 892 km2 et abrite plus de 1 952 530 habitants en 2016, 8,60 % de la population nationale, (1 720 047 en 2005). Sa densité a presque doublé entre les recensements de 1976 et 2005, de 74,5 à 123,8 habitants au km2, faisant d'elle l'une des régions les densément peuplées du Cameroun, quasiment à égalité avec la région Littoral.
| Département    |  | Chef-lieu | Superficie | Population (2001) | Nb Cnes |
| -------------- |  | --------- | ---------- | ----------------- | ------- |
| Bamboutos      |  | Mbouda    | 1173       | 318 848           | 4       |
| Haut-Nkam      |  | Bafang    | 958        | 203 251           | 7       |
| Hauts-Plateaux |  | Baham     | 415        | 117 008           | 4       |
| Koung-Khi      |  | Bandjoun  | 353        | 121 794           | 3       |
| Menoua         |  | Dschang   | 1380       | 372 244           | 6       |
| Mifi           |  | Bafoussam | 402        | 290 758           | 3       |
| Ndé            |  | Bangangté | 1524       | 123 661           | 4       |
| Noun           |  | Foumban   | 7687       | 434 542           | 9       |

### Arrondissements et communes
La région compte 40 arrondissements et autant de communes.

### Chefferies traditionnelles
La région de l'Ouest compte onze chefferies traditionnelles de 1er degré, 115 chefferies de 2e degré et 1 412 chefferies de 3e degré.
| Chefferie de 1er degré | Arrondissement | Département | Population (2015) | Chef                          |
| ---------------------- | -------------- | ----------- | ----------------- | ----------------------------- |
| Chefferie de Babadjou  | Babadjou       | Bamboutos   | 20 977            | Jean-Marie Penandjo           |
| Chefferie de Bangang   | Batcham        | Bamboutos   | 30 985            | Joseph Momo                   |
| Chefferie de Batcham   | Batcham        | Bamboutos   | 29 155            |                               |
| Chefferie Foto         | Dschang        | Menoua      |                   | Guy Bertrand Momo Soffack Ier |
| Chefferie Bafou        | Nkong-Ni       | Menoua      | 47 753            | Victor Kana                   |
| Chefferie de Banka     | Bana           | Haut-Nkam   | 7 071             | David Monkam Tienttche        |
| Chefferie de Bana      | Bana           | Haut-Nkam   | 5 053             | Sikam Happi V                 |
| Chefferie de Bamougoum | Bafoussam III  | Mifi        | 25 281            | Jacques K. Fotso              |
| Chefferie de Bangangté | Bangangté      | Ndé         | 29 135            | Nji Mohnlu Seidou Bokam       |
| Sultanat Bamoun        | Foumban        | Noun        | 210 000           | Nabil Mbombo Njoya            |
| Chefferie Bandjoun     | Poumougne      | Koung-Khi   | 48 758            | Honoré Djomo Kamga            |

## Population

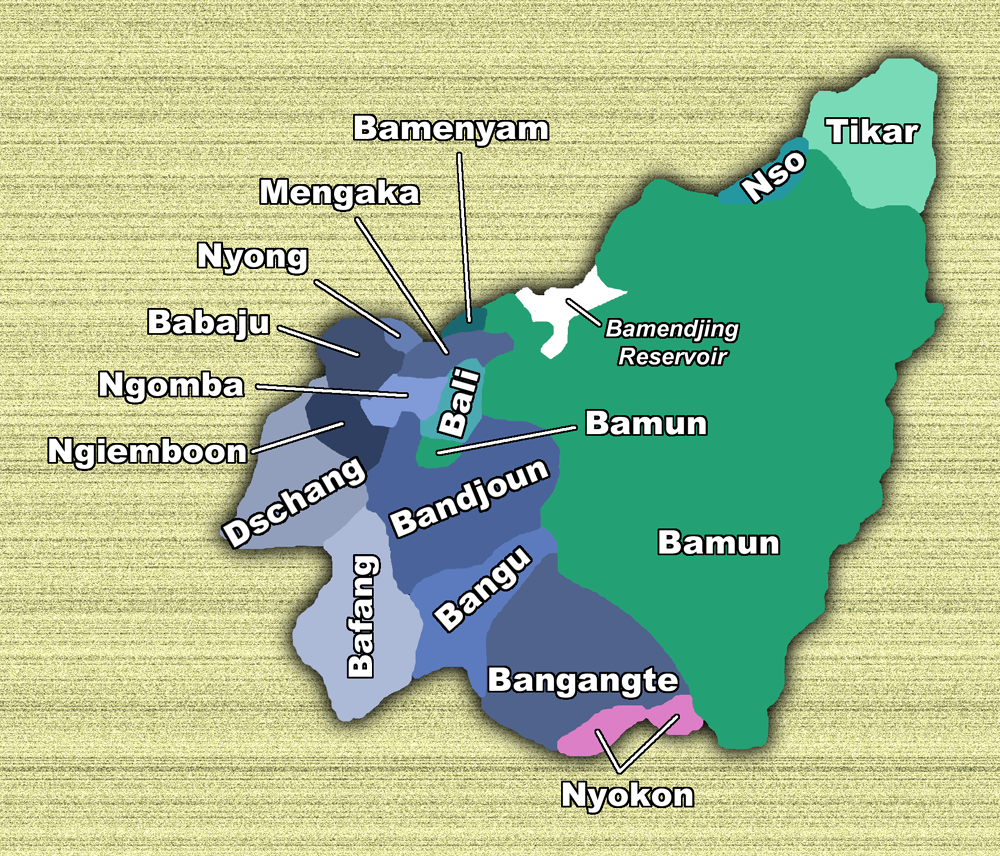
Groupes ethniques de la région de l'Ouest.

## Politique

### Conseil régional
Le Conseil régional de l'Ouest mis en place à la suite des élections du 6 décembre 2020 est composé, comme dans les dix régions du pays, de 90 conseillers. 70 délégués du département sont élus par les conseillers municipaux : chaque département est représenté par un nombre de conseillers régionaux relativement à sa population : Bamboutos (9), Haut-Nkam (10), Hauts-Plateaux (5), Koung-Khi (4), Menoua (11), Mifi (8), Ndé (6), Noun (17); de plus 20 conseillers sont issus et élus par le commandement traditionnel : Bamboutos (3), Haut-Nkam (2), Hauts-Plateaux (2), Koung-Khi (2), Menoua (3), Mifi (3), Ndé (2), Noun (3),.

### Députés
| Noms & Prénoms                      | Parti | Cirsconscription | Région |
| ----------------------------------- | ----- | ---------------- | ------ |
| Bouobda                             | RDPC  | Koung-khi        | Ouest  |
| Théodore Datouo                     | RDPC  | Hauts-Plateaux   | Ouest  |
| Jean-Claude Feutheu                 | RDPC  | Ndé              | Ouest  |
| Calvin Foinding                     | RDPC  | Koung-khi        | Ouest  |
| Joseph Confiance Fongang            | RDPC  | Mifi             | Ouest  |
| Jacob Fossi                         | RDPC  | Menoua           | Ouest  |
| Joséphine Fotso                     | RDPC  | Bamboutos        | Ouest  |
| Jean Ketcha                         | RDPC  | Ndé              | Ouest  |
| Simon Koupenju                      | UDC   | Noun-Centre      | Ouest  |
| Donfack Lekene                      | RDPC  | Menoua           | Ouest  |
| David Manfouo                       | RDPC  | Bamboutos        | Ouest  |
| Odette Melaga                       | RDPC  | Menoua           | Ouest  |
| Yacouba Mounchipou                  | UDC   | Noun-Centre      | Ouest  |
| François Ndi                        | RDPC  | Menoua           | Ouest  |
| Serge Siméon Noumba                 | SDF   | Mifi             | Ouest  |
| Moussa Nsa                          | RDPC  | Noun-Nord        | Ouest  |
| Riratou Peyipahouo                  | UDC   | Noun-Centre      | Ouest  |
| Benjamin Sonke                      | RDPC  | Hauts-Plateaux   | Ouest  |
| Lucas Tchoffo                       | RDPC  | Bamboutos        | Ouest  |
| Hermine Patricia Tomaino Ndam Njoya | UDC   | Noun-Centre      | Ouest  |
| Mathurin Wa                         | RDPC  | Bamboutos        | Ouest  |
| Bernard Youwo                       | RDPC  | Menoua           | Ouest  |
| André Parfait Djeume                | RDPC  | Haut-Nkam        | Ouest  |
| Jean-Jacques Kanga                  | RDPC  | Haut-Nkam        | Ouest  |
| Alice Zeussiye                      | RDPC  | Haut-Nkam        | Ouest  |

## Économie
L'ouest-Cameroun a fondé sa richesse sur la production agro-pastorale notamment celle du café arabica particulièrement adapté aux hautes vallées de la province et regroupant Bandjoun, Bafoussam, Bamendjou, Bamougoum, Bayangam, Bangou et Baham.
On y pratique deux types de production agricole :
1. Une production vivrière (pommes de terre, tomates, carottes, haricots verts, maïs, etc.) ;
2. Une production de rentes : café Arabica et Robusta, coopérative agricole de planteurs et thé.

### Accessoires de danses traditionnelles

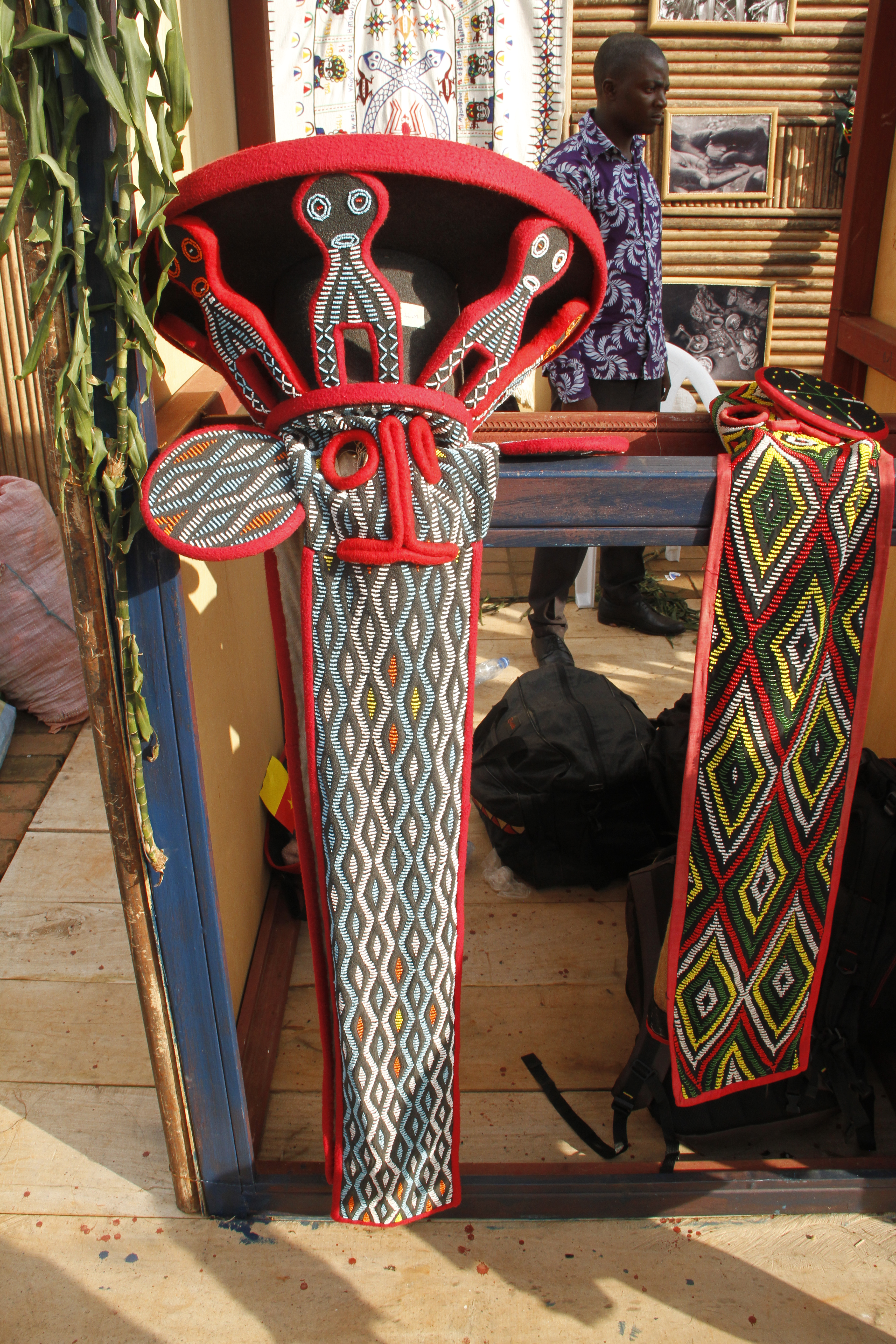

## Culture

### Danses Traditionnelles

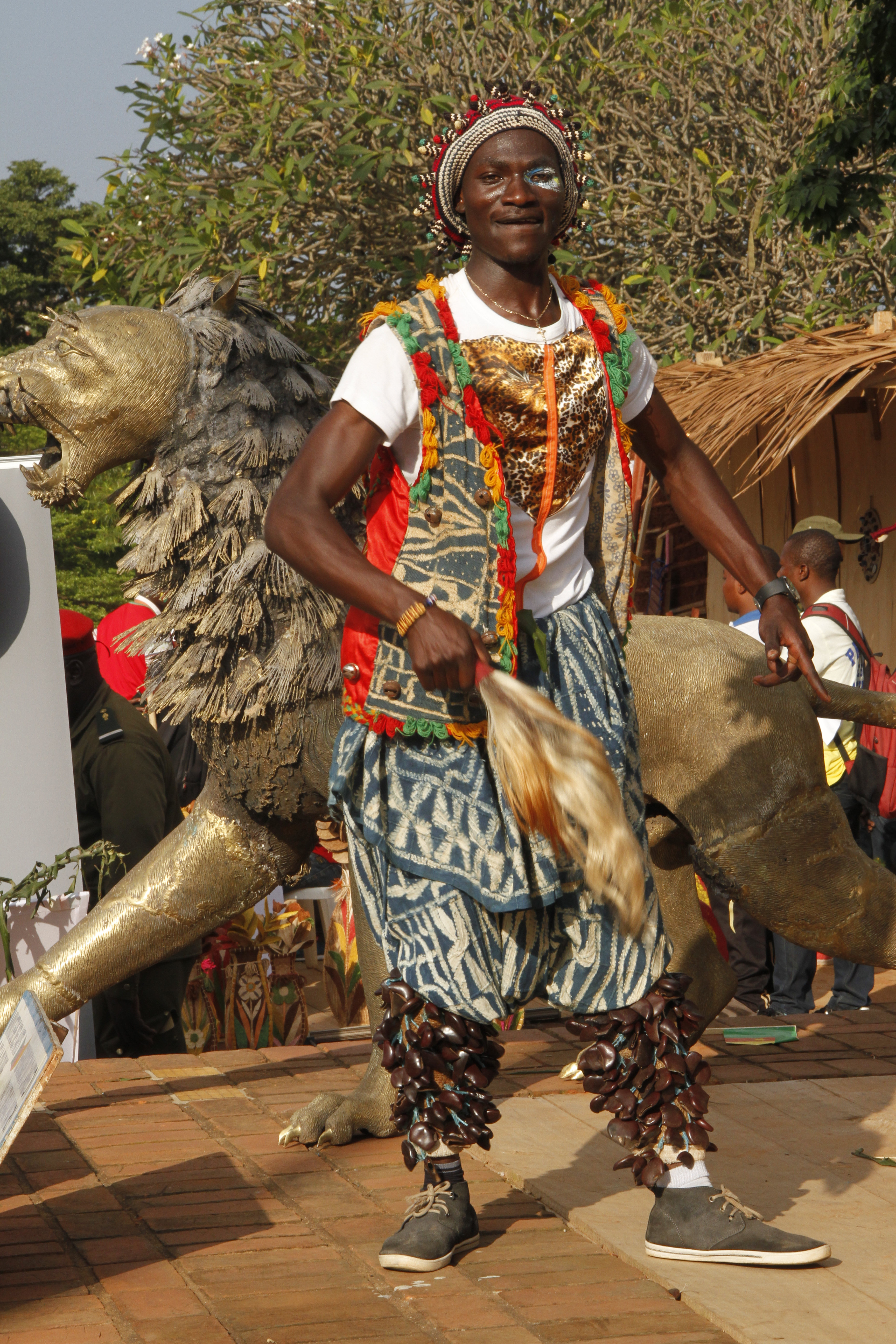
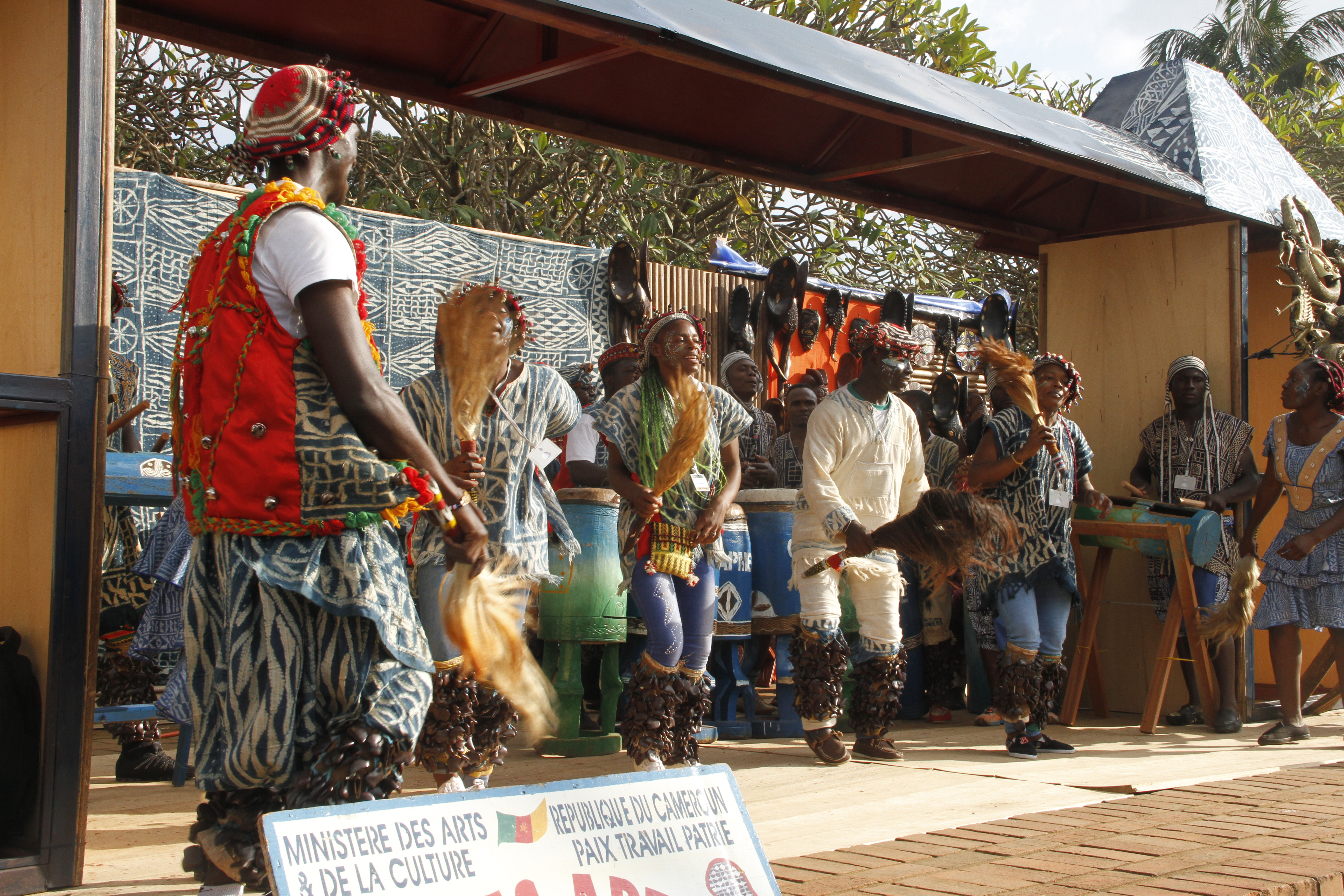
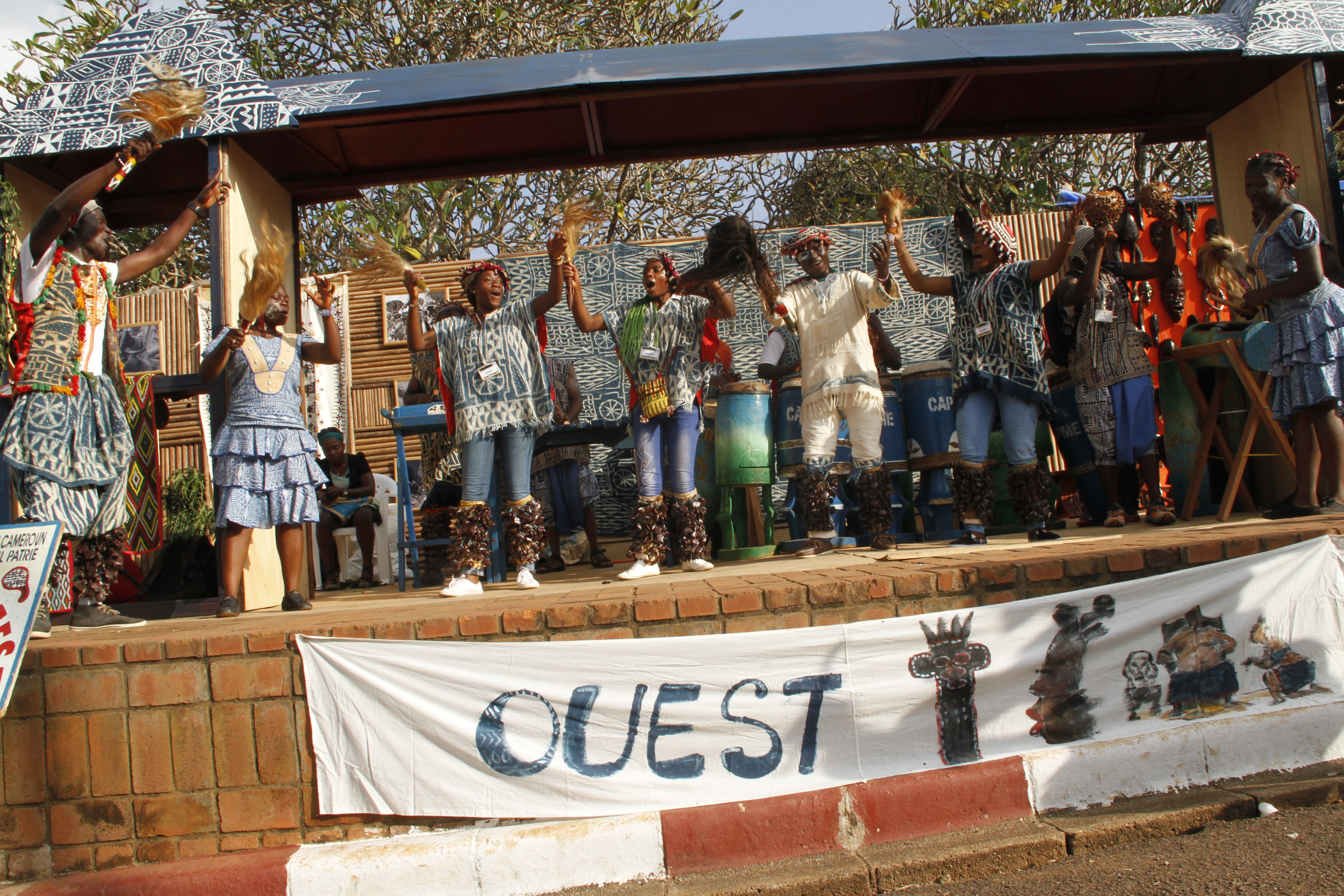
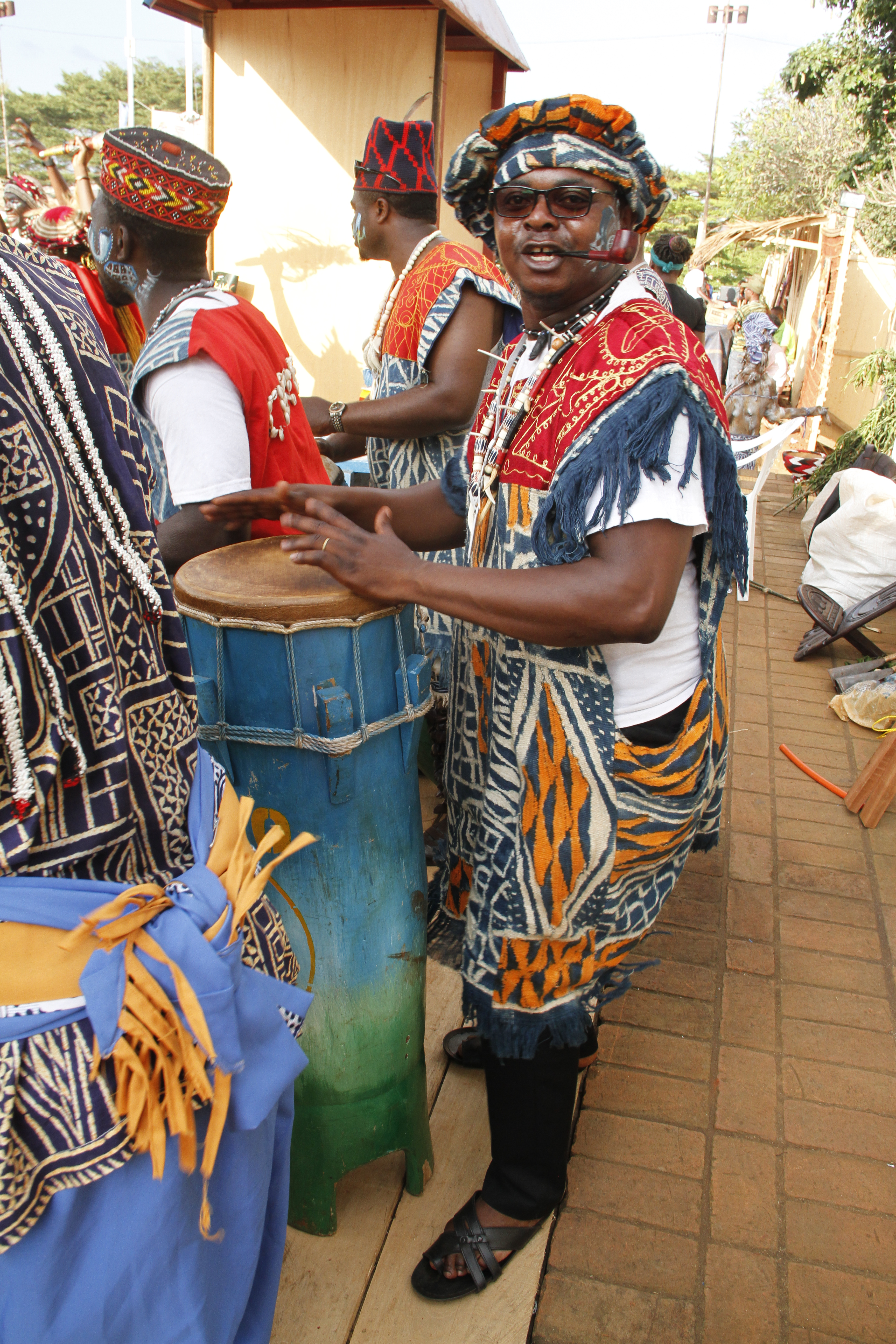
Joueur de tam-tam.
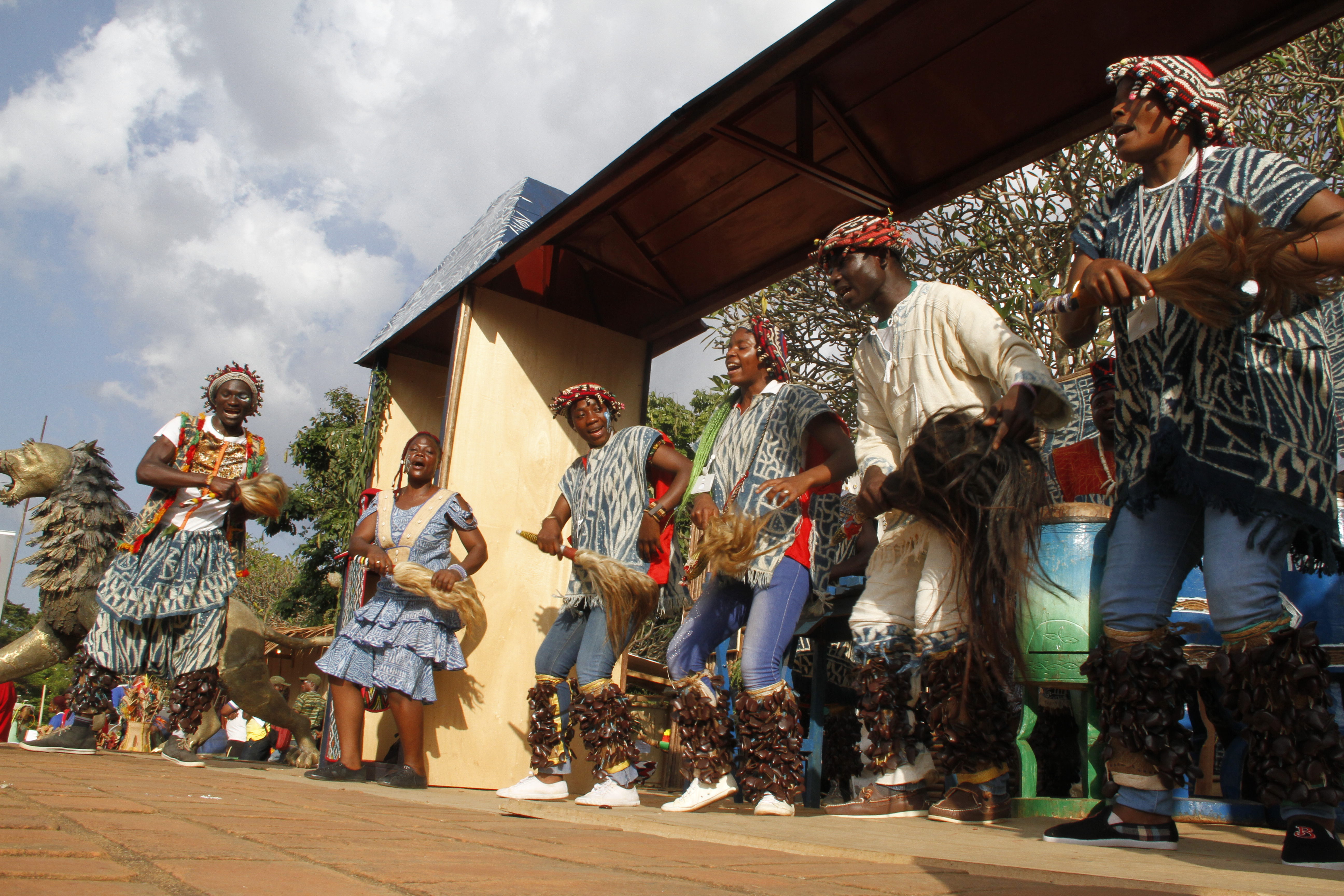
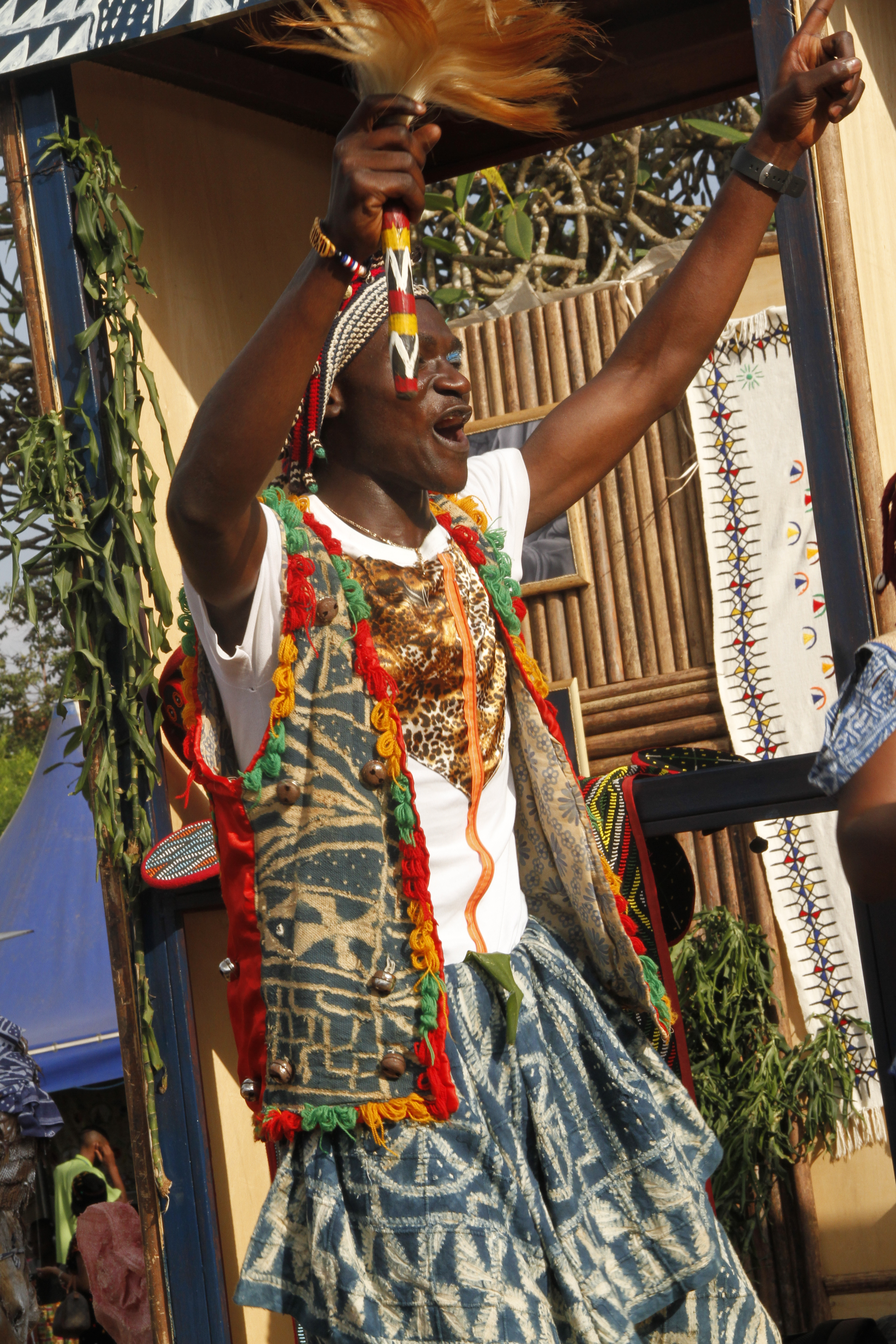
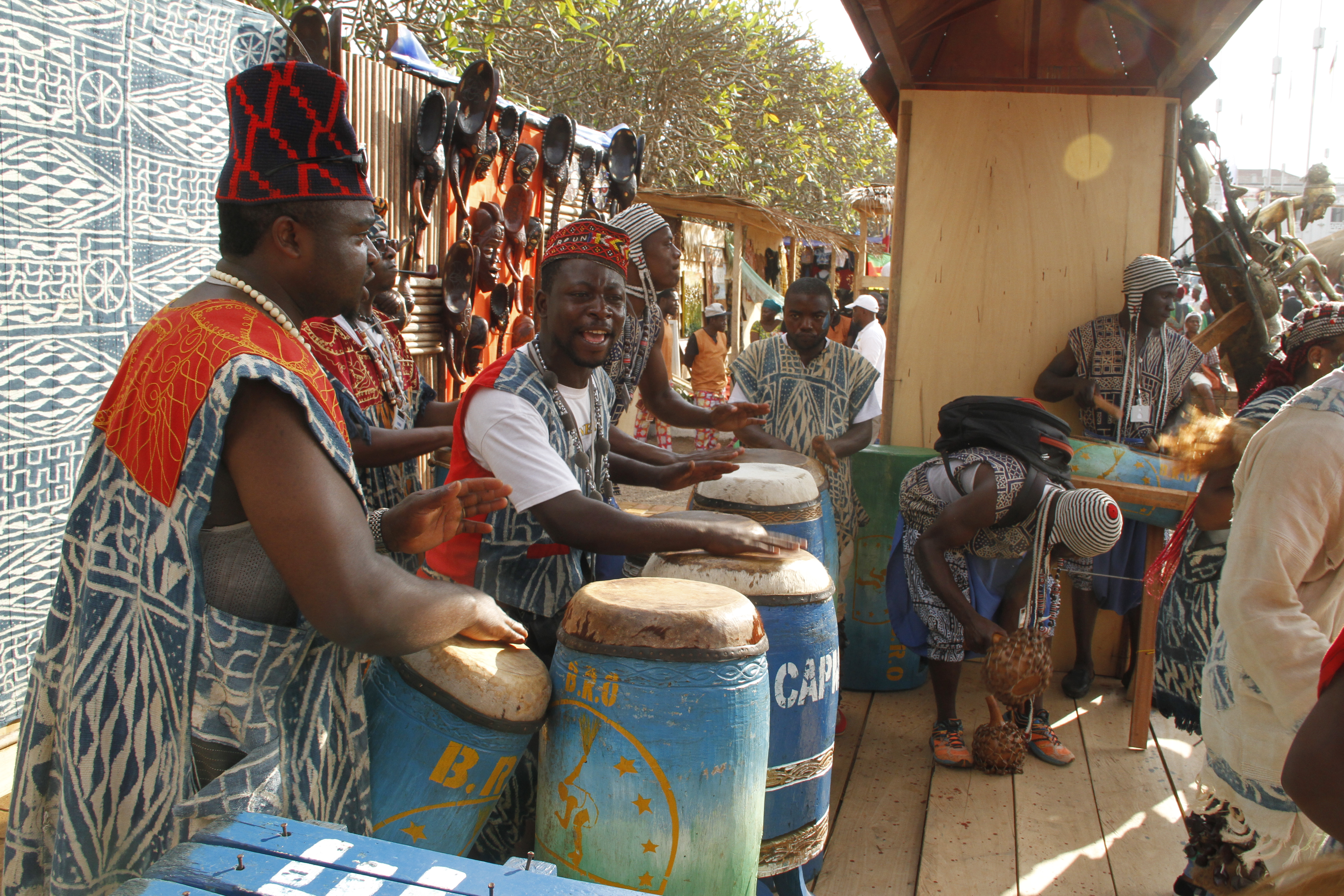
Groupe de joueurs de tam-tam.

### Instruments de musique Traditionnels

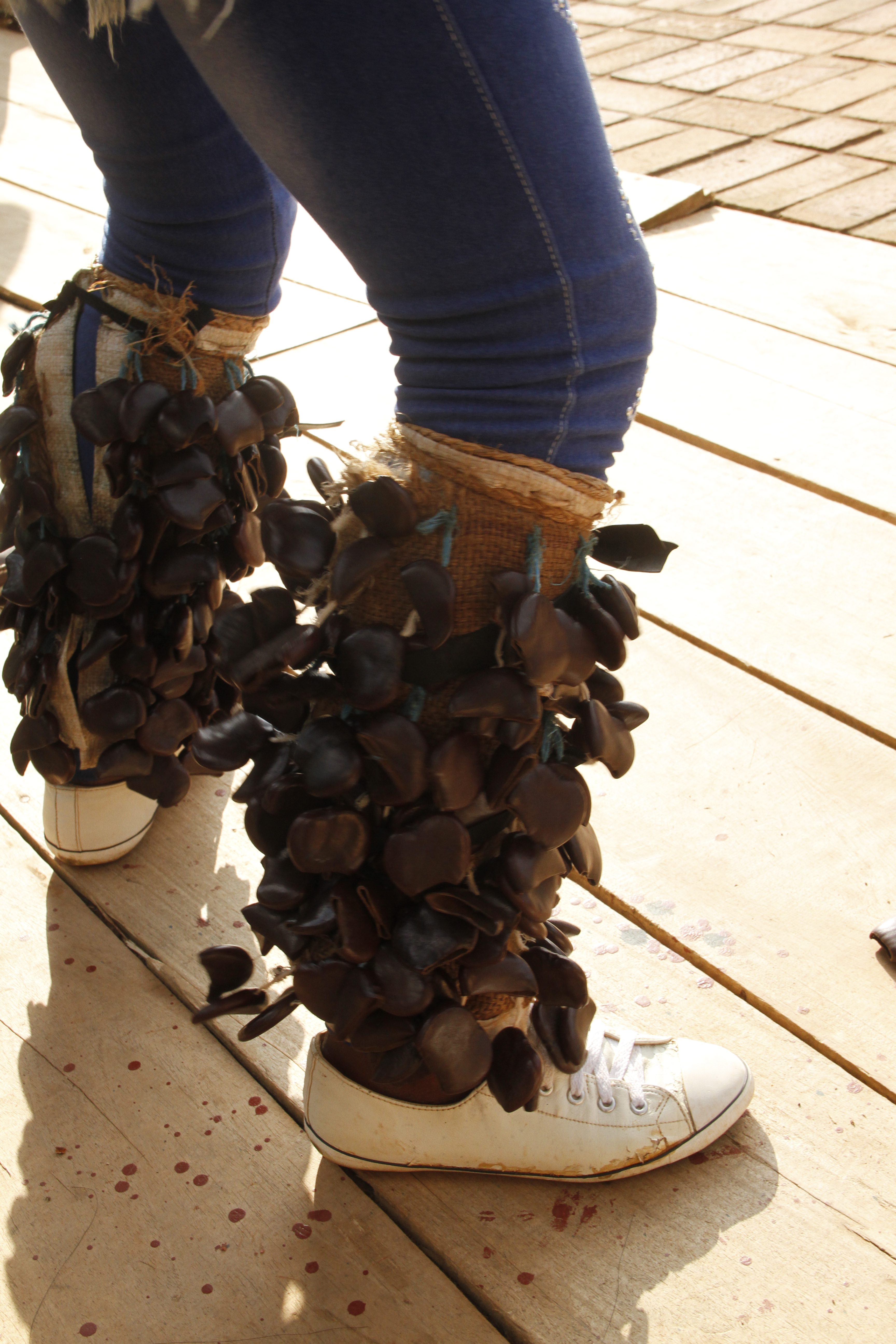
Sonnailles bamilékées.
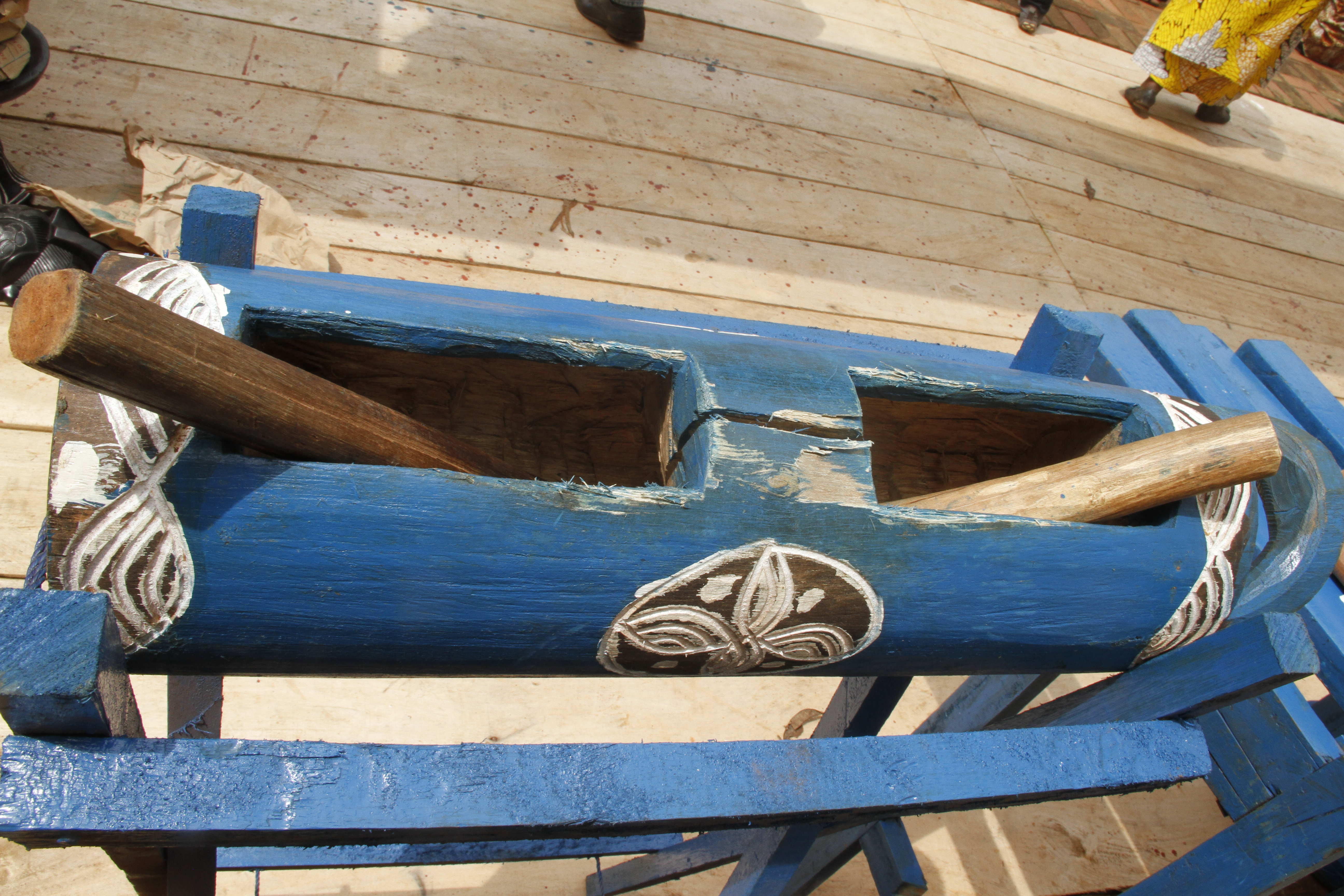
Balafon.
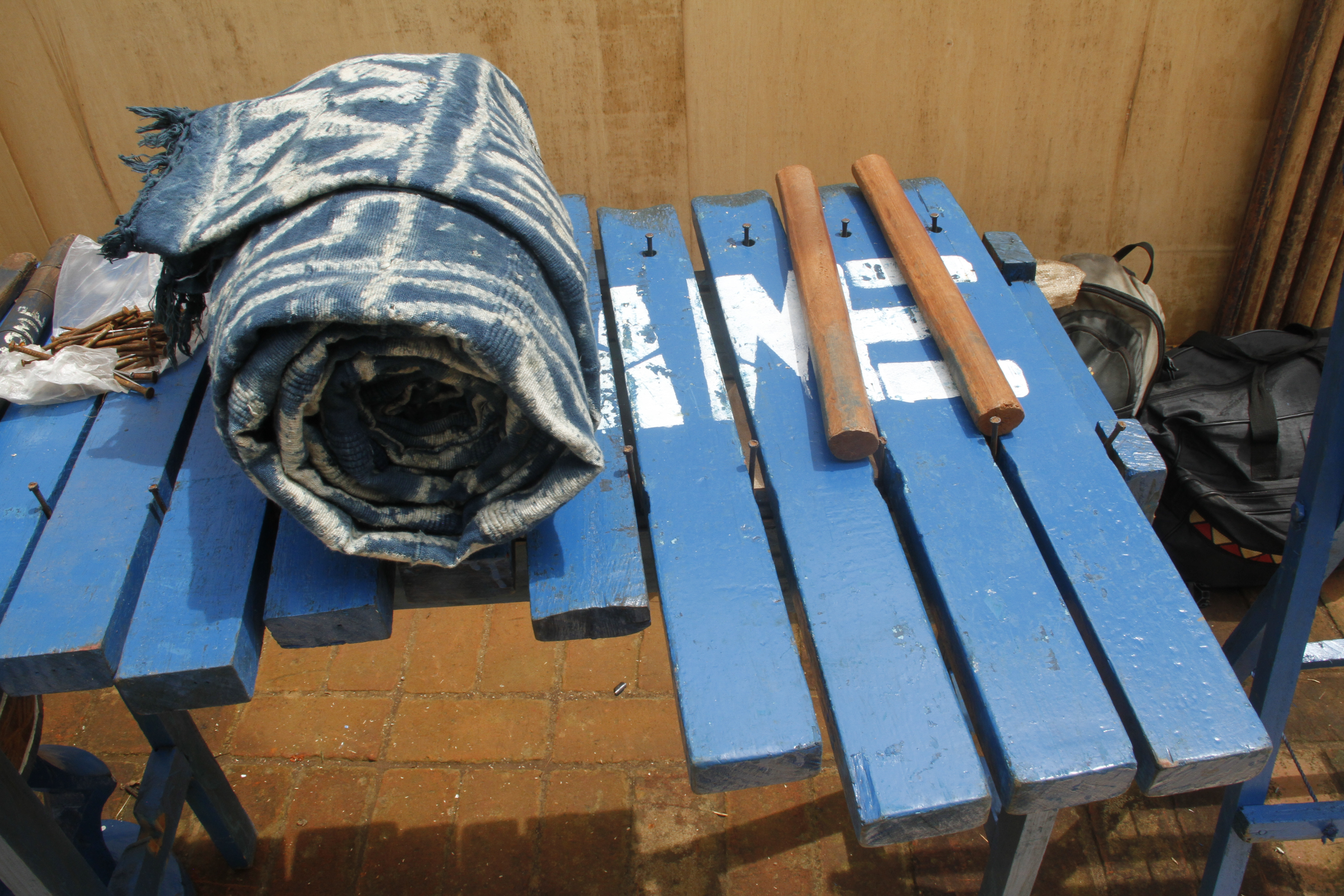
Autre balafon.
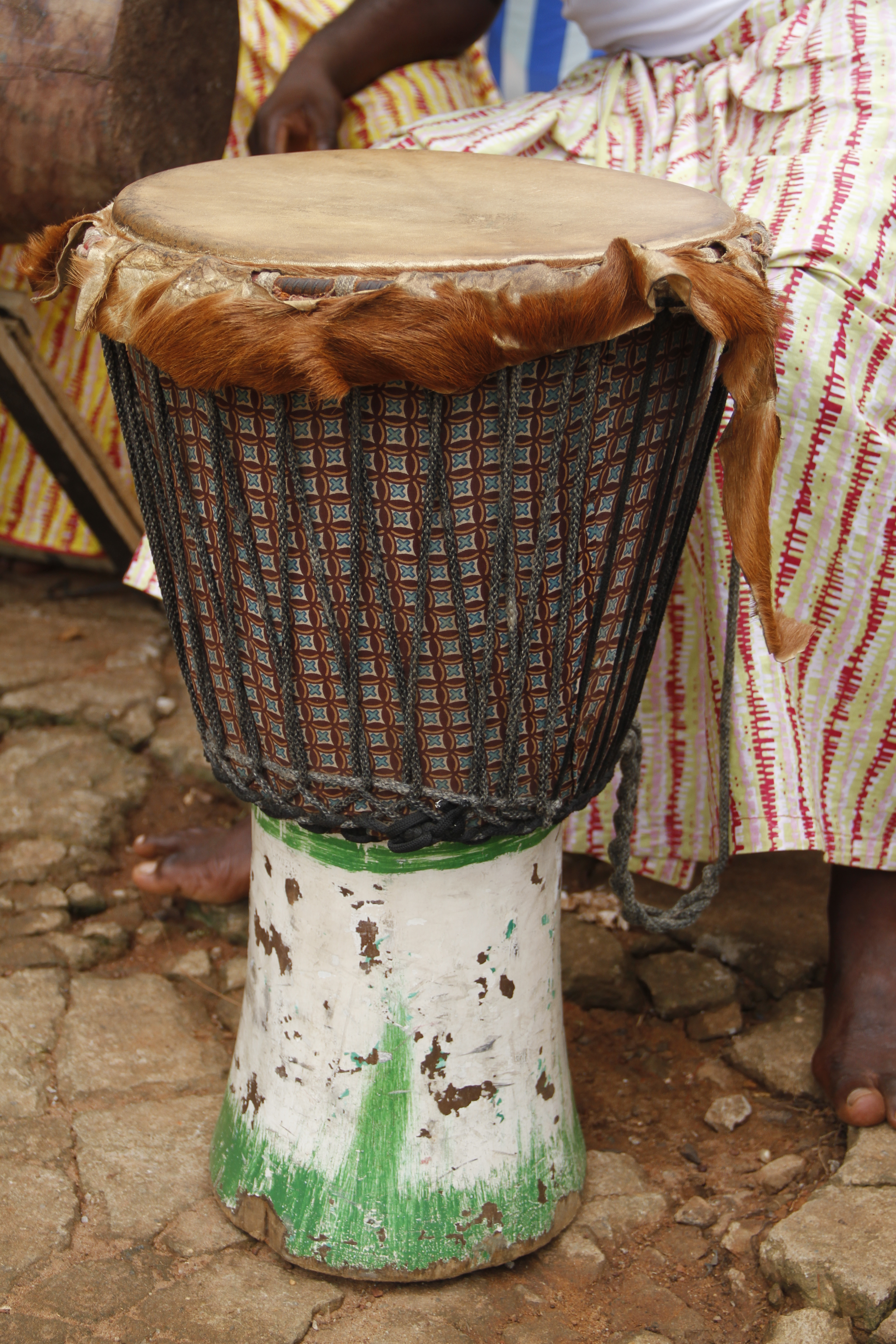
Tam-tam.
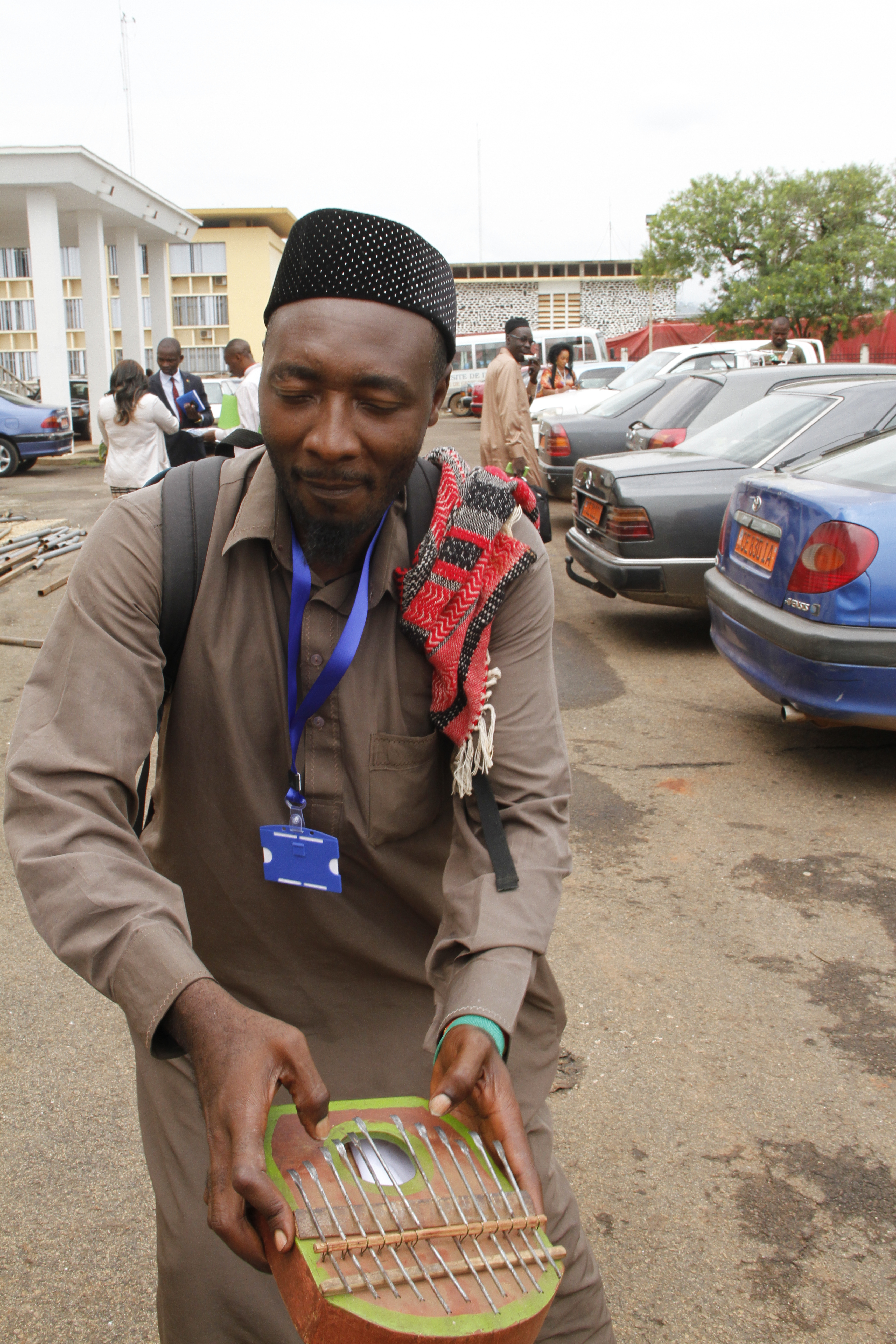
Sanza.
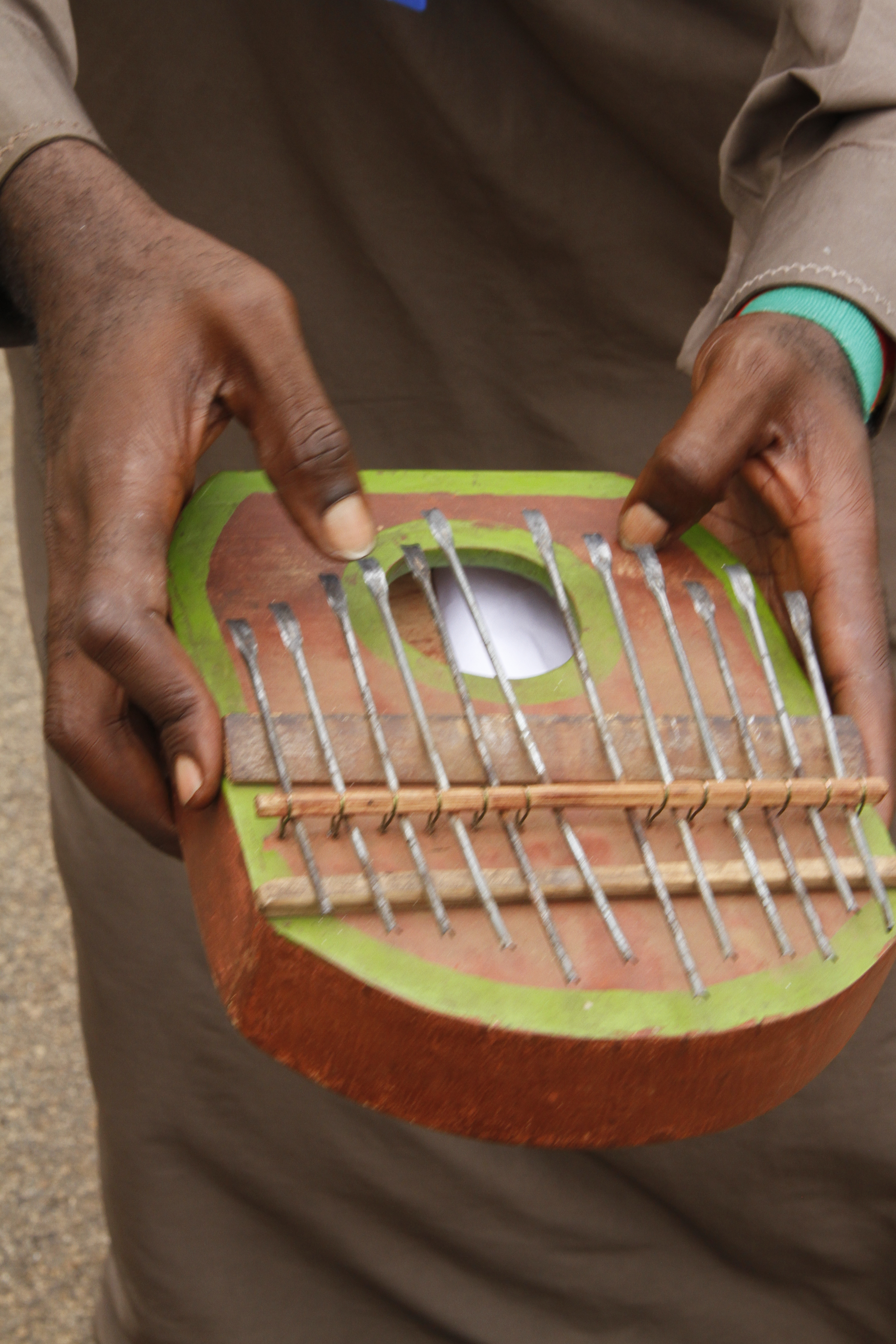
Sanza.
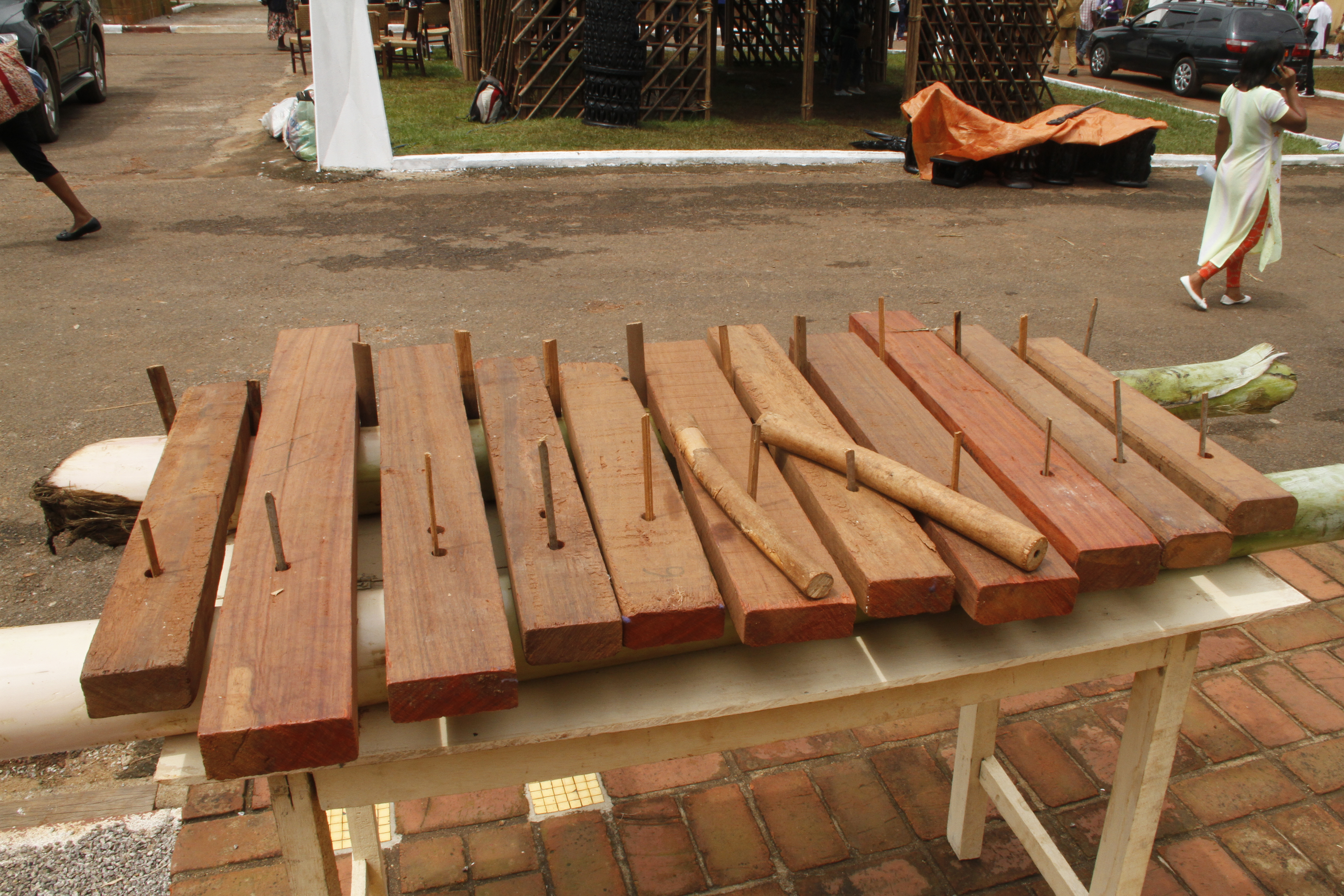
Balafon.
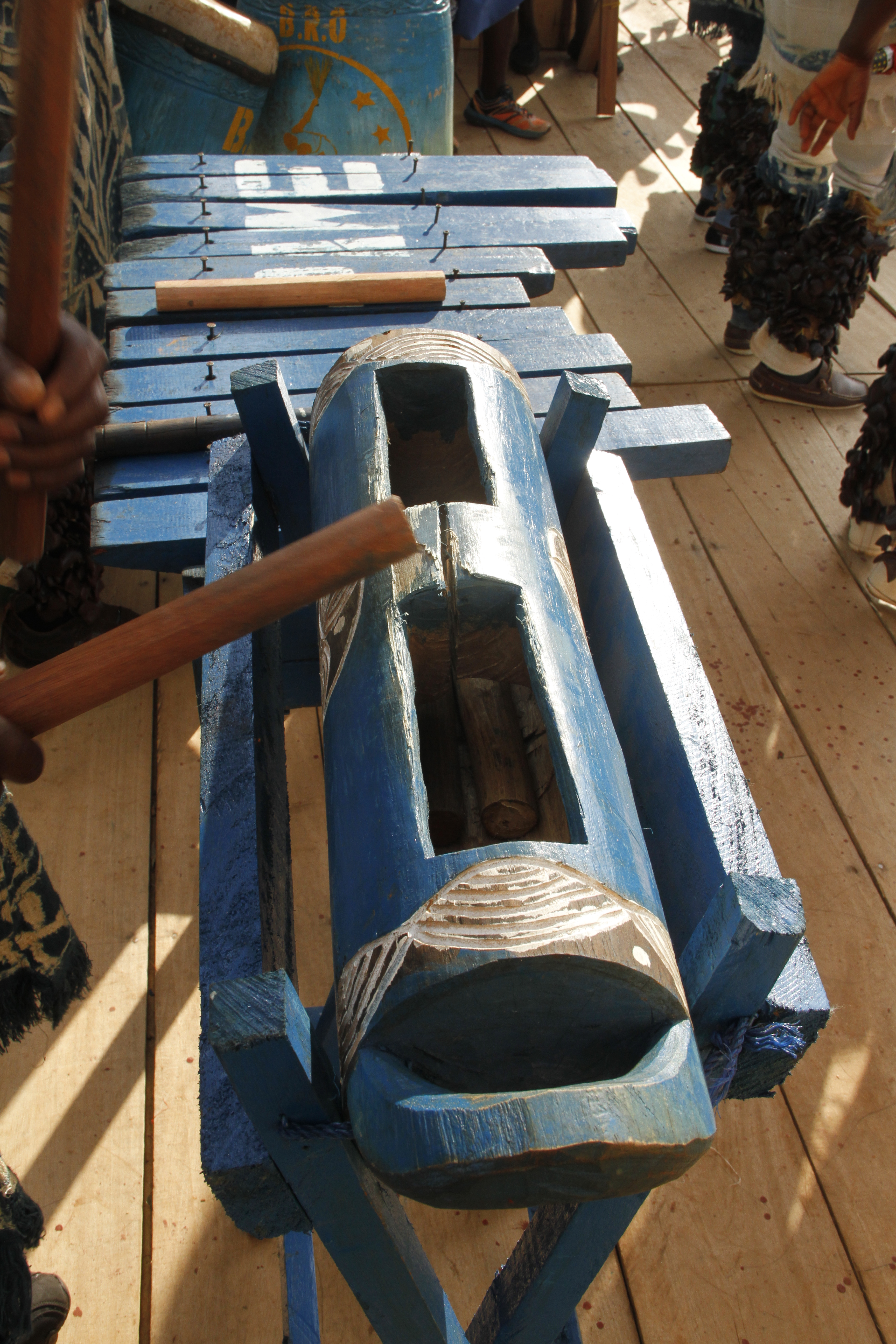
Balafon.
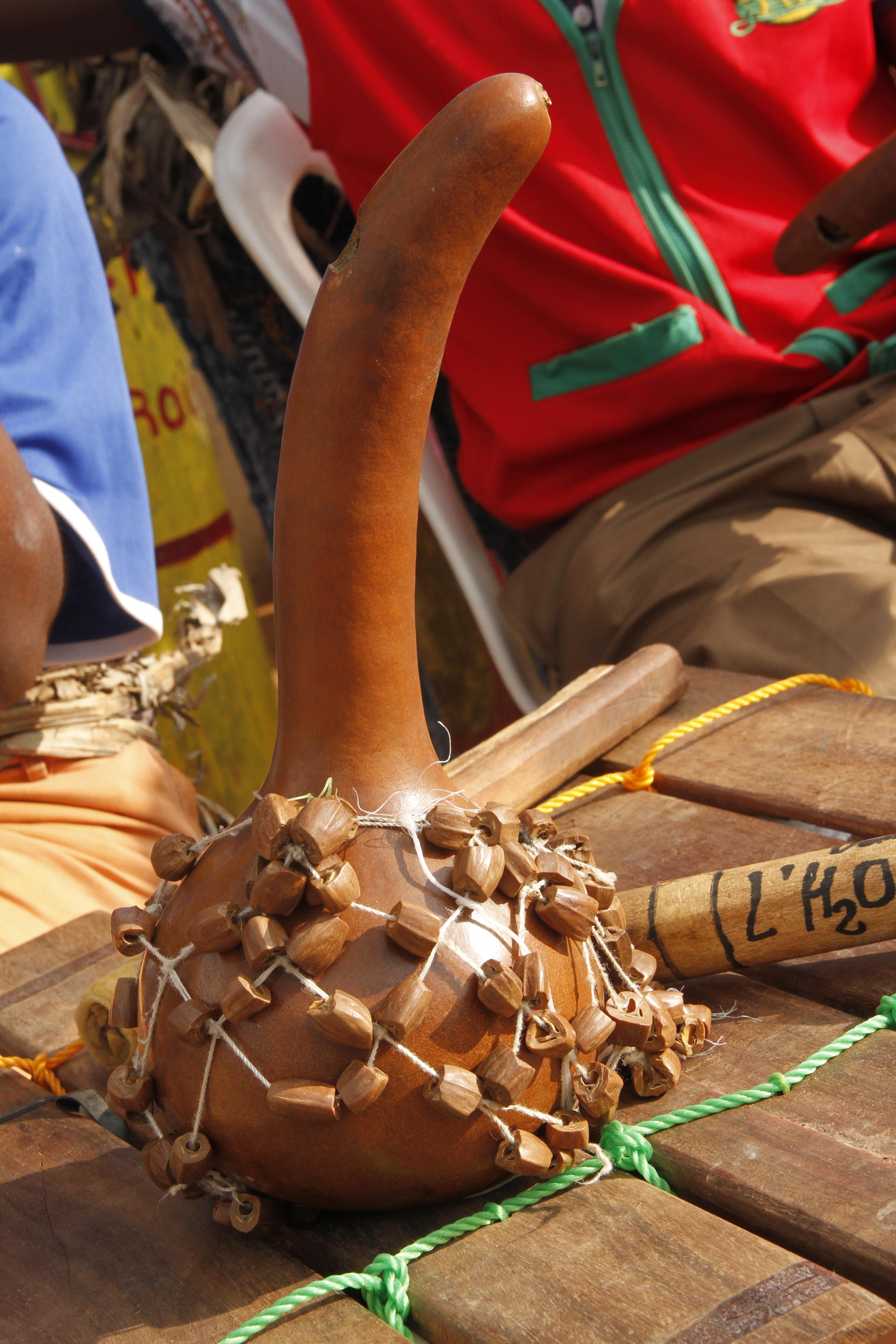
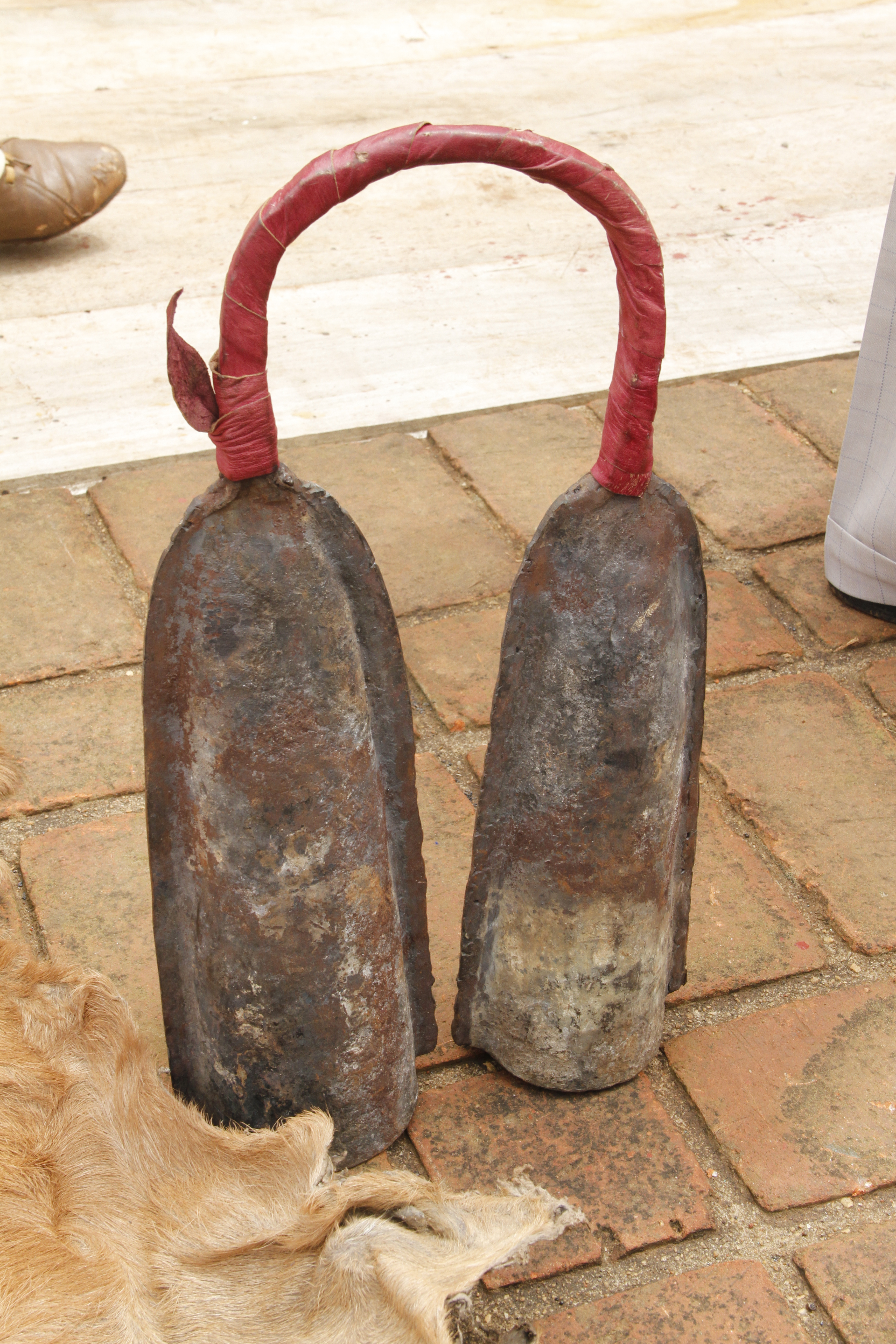

## Tourisme
Les sites touristiques recensés de la région sont représentés par :
- Palais des sultans Bamouns (1917) à Foumban ;
- chefferies bamiléké ;
- Centre climatique de Dschang ;
- Chutes de Mamy Wata à Dschang ;
- Chutes de la Mouankeu à Bafang ;
- Chutes de la Mifi ;
- Mont Mbapit et son massif en pays bamoun.
- Chutes de Bangoua
- Tagidor golden de Bangou
- Fondation jean Félicien ngacha à bangoulap

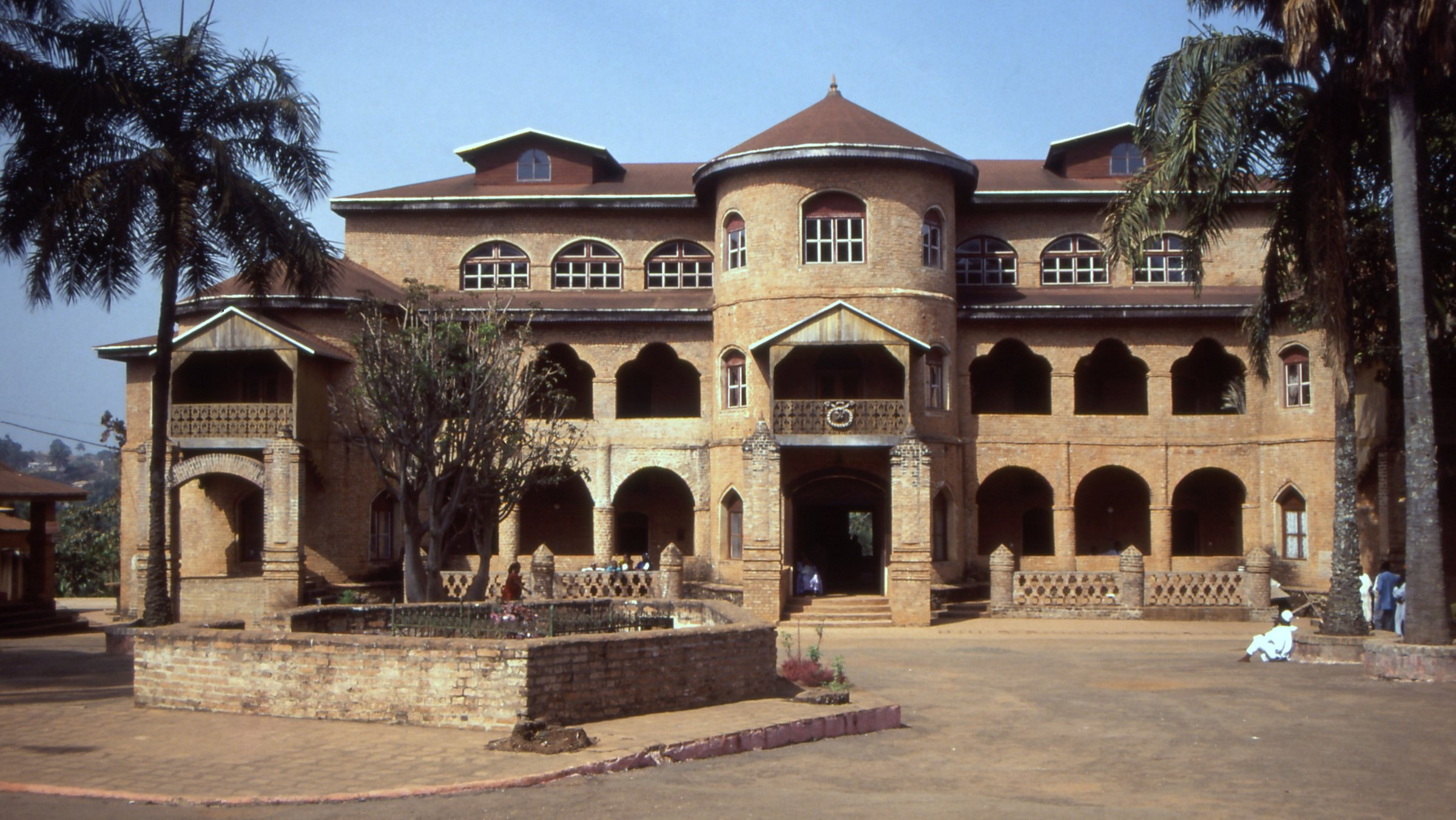
Palais des sultans bamouns.
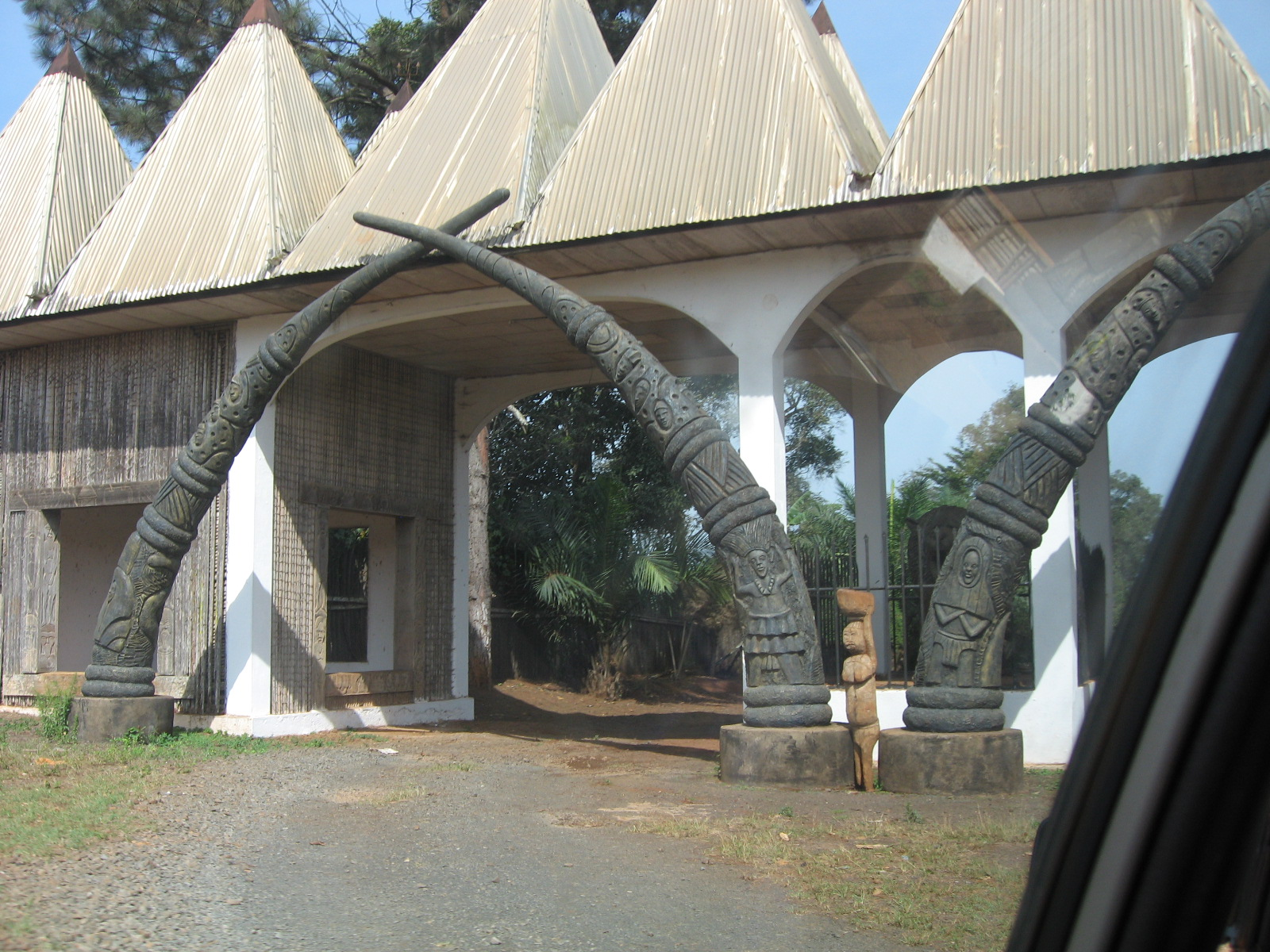
Entrée de la chefferie de Bana.
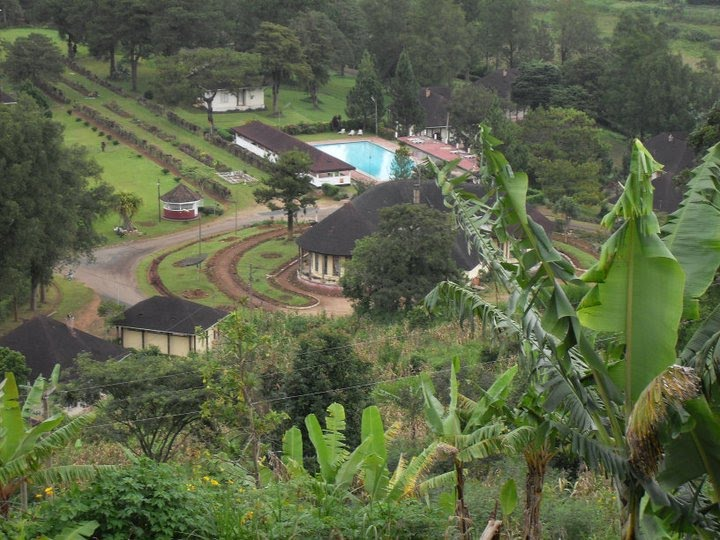
Centre climatique de Dschang.
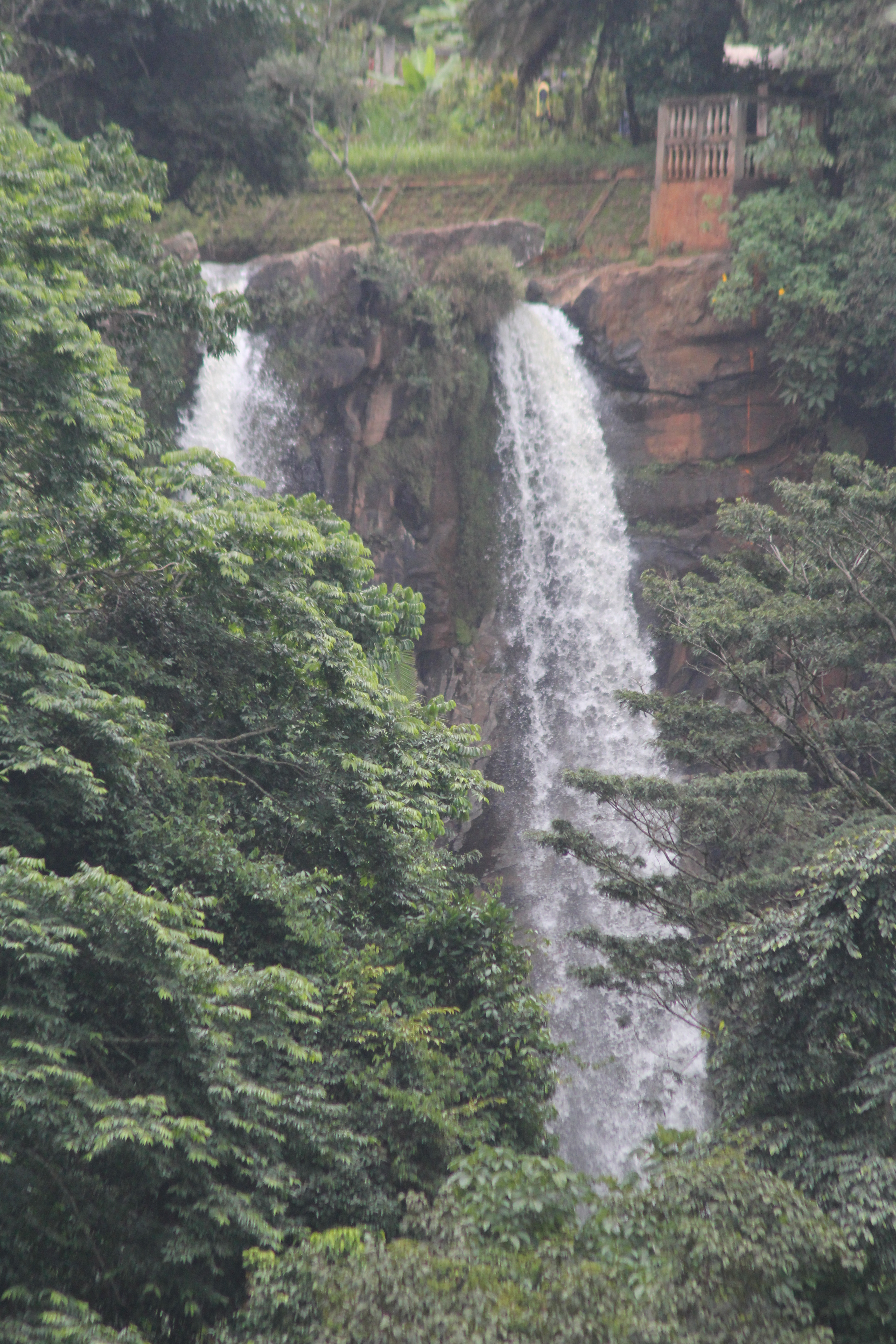
Chutes de Mamy Wata.
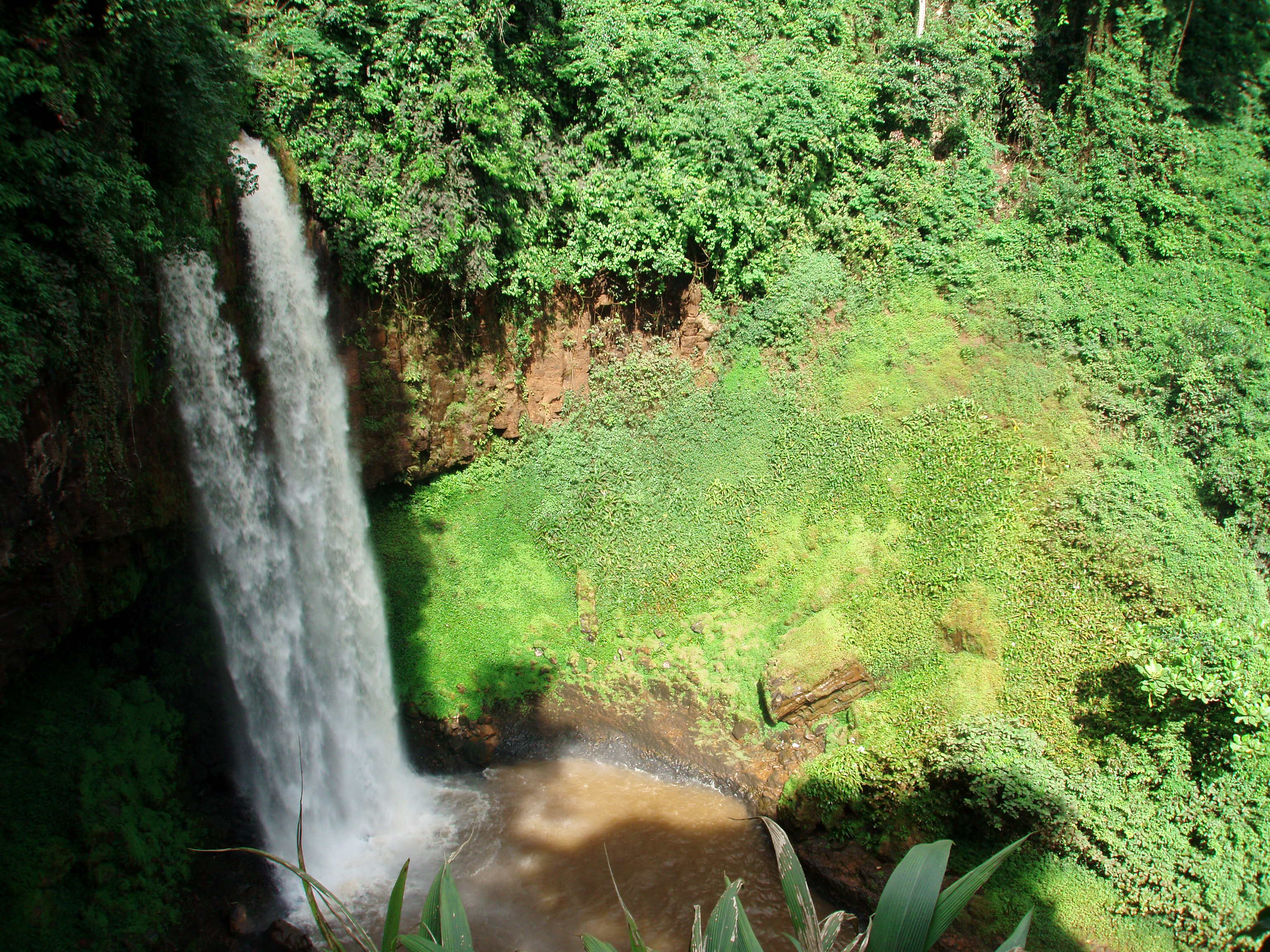
Chutes de la Mouankeu à Bafang.
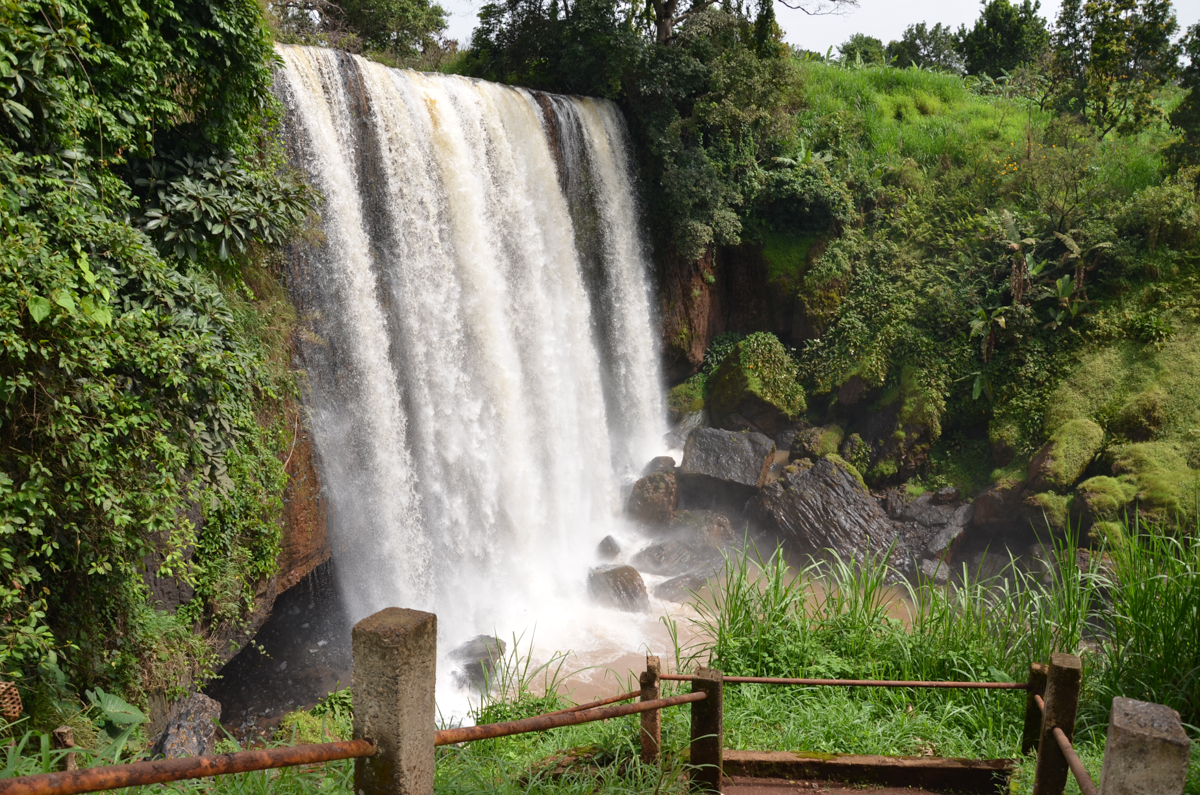
Chutes de la Métché.
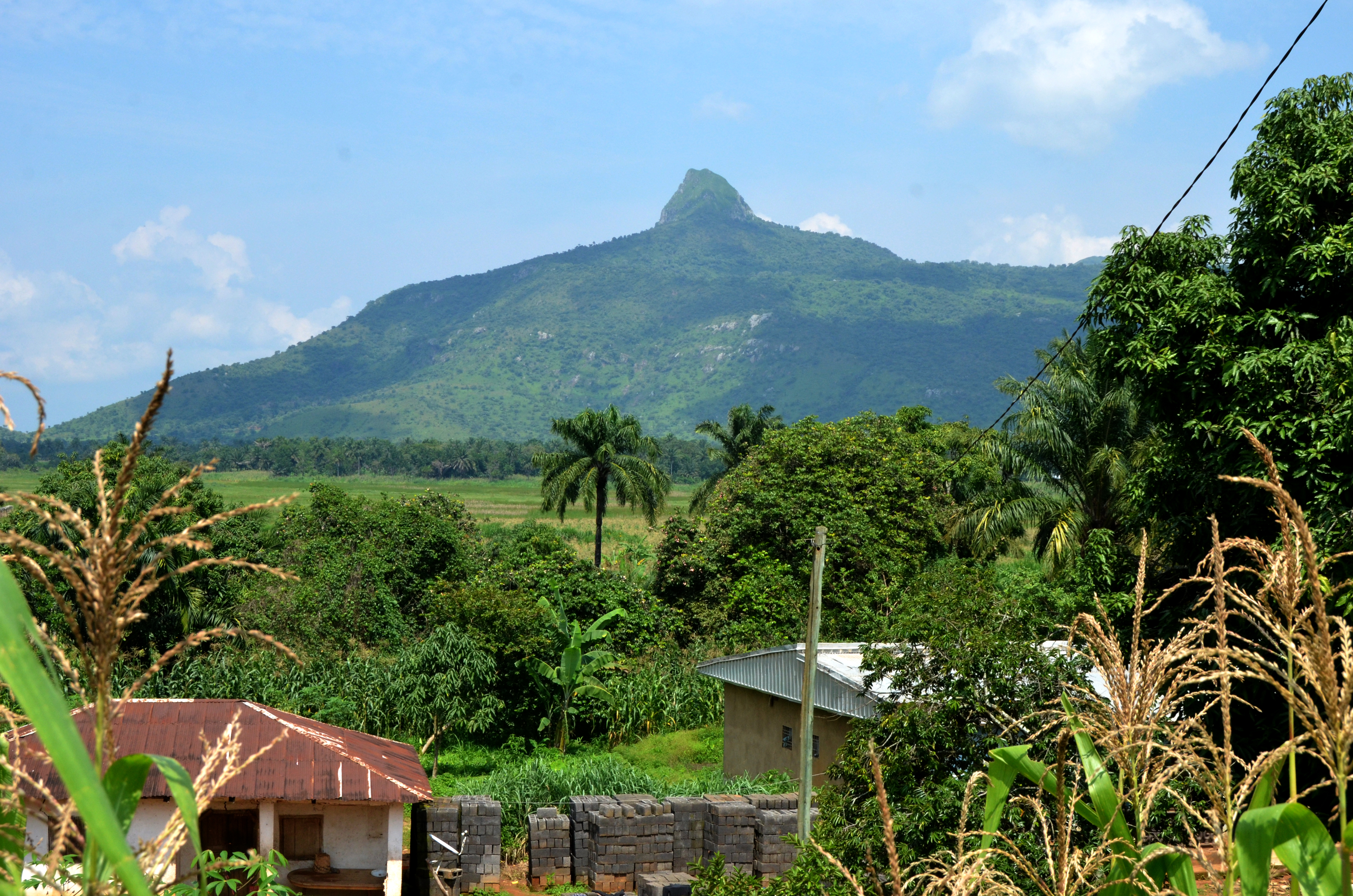
Mont Mbapit.
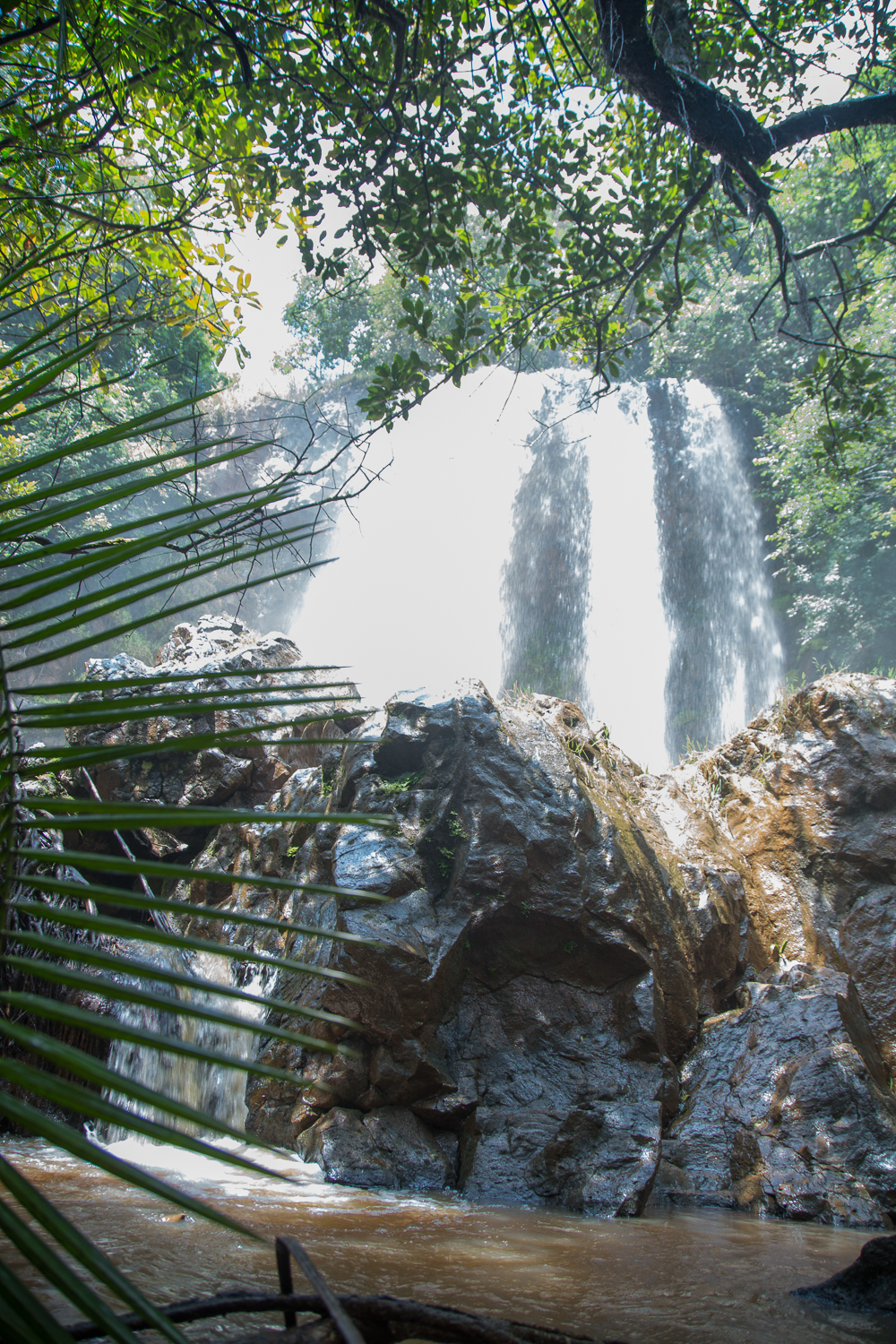